# Antoine Barthélémy Clot

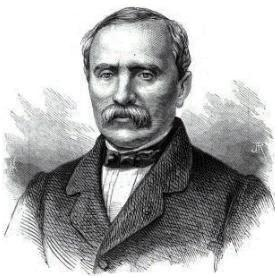
Antoine Barthélémy Clot (Clot-Bey), 1868

Antoine Barthélémy Clot (* 5. November 1793 in Grenoble; † 20. August 1868 in Marseille) war ein französischer Arzt. Er ist auch unter seinem arabischen Beinamen Clot-Bey bekannt.

## Leben

### Kindheit und Studium
Antoine Clot verbrachte seine Kindheit in seinem Geburtsort Grenoble. Sein Vater diente als Sergent major du génie im Italienfeldzug Napoleon Bonapartes, schied aber aus gesundheitlichen Gründen aus dem Militärdienst aus. Die Familie ließ sich 1808 in Brignoles im Département Var nieder. Seit 1808 arbeitete Antoine Clot bei einem Barbier in Brignoles. 1813 ging er nach Marseille und nahm eine Arbeit bei einem Barbier und Chirurgen auf. Am 30. Januar 1816 wurde als externer Schüler am Hôtel-Dieu de Marseille aufgenommen und dort am 30. September 1817 zum Officier de santé ernannt. Dieser Rang wurde 1803 in Frankreich geschaffen, um Personen ohne medizinischen Abschluss die Ausübung ärztlicher Tätigkeiten zu erlauben. Als Voraussetzung für die Zulassung zum Medizinstudium legte er 1819 in Aix-en-Provence sein Baccalauréat ab. Am 24. Juli 1820 schloss er sein Medizinstudium in Montpellier ab, am 18. Januar 1823 wurde er zum Doktor der Chirurgie promoviert.
Als Chirurg assistierte er am Hôtel-Dieu von Marseille dem dortigen Chirurgen. Als dieser in den Ruhestand trat, entschied die Verwaltung, die Stelle neu zur Besetzung auszuschreiben. Clot fühlte sich übergangen und reichte am 22. Dezember 1822 seine Kündigung ein. Aufgrund seiner streitbaren Persönlichkeit verlor er anschließend auch seine Stellen bei den Demoiselles de la Providence, als Leiter des Anatomischen Instituts des Krankenhauses sowie der Medizinischen Akademischen Gesellschaft. Er eröffnete mit großem Erfolg eine eigene Arztpraxis.

### Arzt in Ägypten

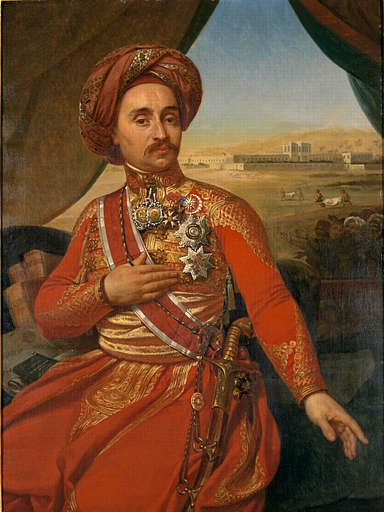
Antoine-Jean Gros – Clot-Bey

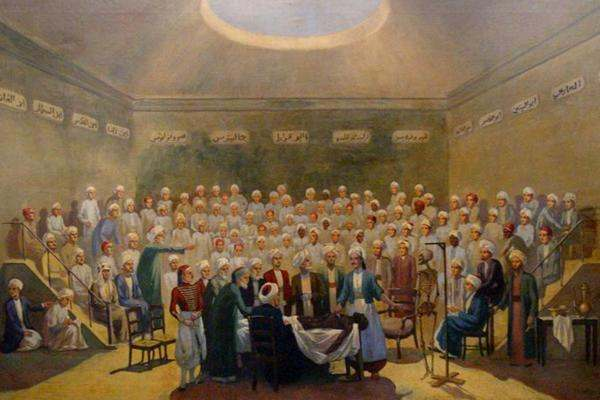
Anatomievorlesung Clot-Beys in Kairo, 20. Juni 1829

Der Khedive von Ägypten, Muhammad Ali Pascha suchte in Frankreich Ausbilder und Ärzte anzuwerben, die die Modernisierung des Landes unterstützen sollten. Am 21. Januar 1825 brach auch Clot nach Ägypten auf. Obwohl sein Vertrag ursprünglich auf fünf Jahre befristet war, sollte er bis 1849 dort bleiben. Nachdem er Muhammad Ali von einer Gastroenteritis geheilt hatte, ernannte ihn dieser zu seinem Leibarzt und Freund. Um die Verhältnisse des hygienisch und medizinisch unterentwickelten Landes kennenzulernen, bereiste er in Gesellschaft des Dolmetschers Pater Arsène Cardahi das Vizekönigreich. Antoine Clot gründete zunächst einen Gesundheitsrat und einen militärischen Gesundheitsdienst und beschloss, in Abouzabel, 22 km nördlich von Kairo, ein großes Krankenhaus zu errichten. Dort entstand auch eine Medizinschule mit europäischen Lehrkräften, denen Dolmetscher zur Seite standen. Die Pharmazieschule von Kairo ließ er nach Abouzabel verlegen. Unterstützt vom Großimam (Šaiḫ al-Azhar) der al-Azhar-Universität, Hasan al-Attar, führte er die ersten anatomischen Lehrsektionen in Ägypten durch. Er führte die Variolation in Ägypten ein und betreute 1831 während einer verheerenden Cholera-Epidemie Patienten in Kairo. Seine Tätigkeit brachte ihm den Ehrentitel eines Bey ein.
1832 gründete er eine Hebammenschule. Mit einigen seiner begabtesten Schüler wurde er nach Frankreich gesandt, um deren Ausbildung zu vervollkommnen. König Louis-Philippe I. beauftragte ihn mit einer offiziellen Gesandtschaft nach Syrien. Nach einer Pestepidemie ersuchte er 1835 um einen Erholungsurlaub in seinem Heimatland. 1840 heiratete er in Marseille Charlotte Gavoty, eine reiche Kaufmannstochter. Zu dieser Zeit erschien sein Buch Aperçu général sur l’Égypte. Im gleichen Jahr noch kehrte er nach Kairo zurück, wo er weiterhin im öffentlichen Gesundheitswesen tätig war. 1848 gelangte Muhammad Alis Enkel Abbas Hilmi I. zur Macht, der Reformen abgeneigt war und die von seinem Großvater gegründeten Einrichtungen nicht unterstützte. In Ungnade gefallen, verließ Clot Bey im April 1849 Ägypten und ging nach Marseille. 1854 bis 1858 arbeitete er auf Einladung Muhammad Saids erneut als Generalinspekteur des Gesundheitswesens in Ägypten, bevor er endgültig nach Marseille zurückkehrte.
Clot-Bey starb am 20. August 1868 in Marseille und wurde auf der Cimetière Saint-Pierre begraben. Dort ließ seine Familie eine Grabkapelle in orientalistischem Stil errichten. Sie trägt als Motto die lateinische Inschrift: Inter infideles fidelis – Gläubig unter Ungläubigen.

## Wissenschaftliche Tätigkeit

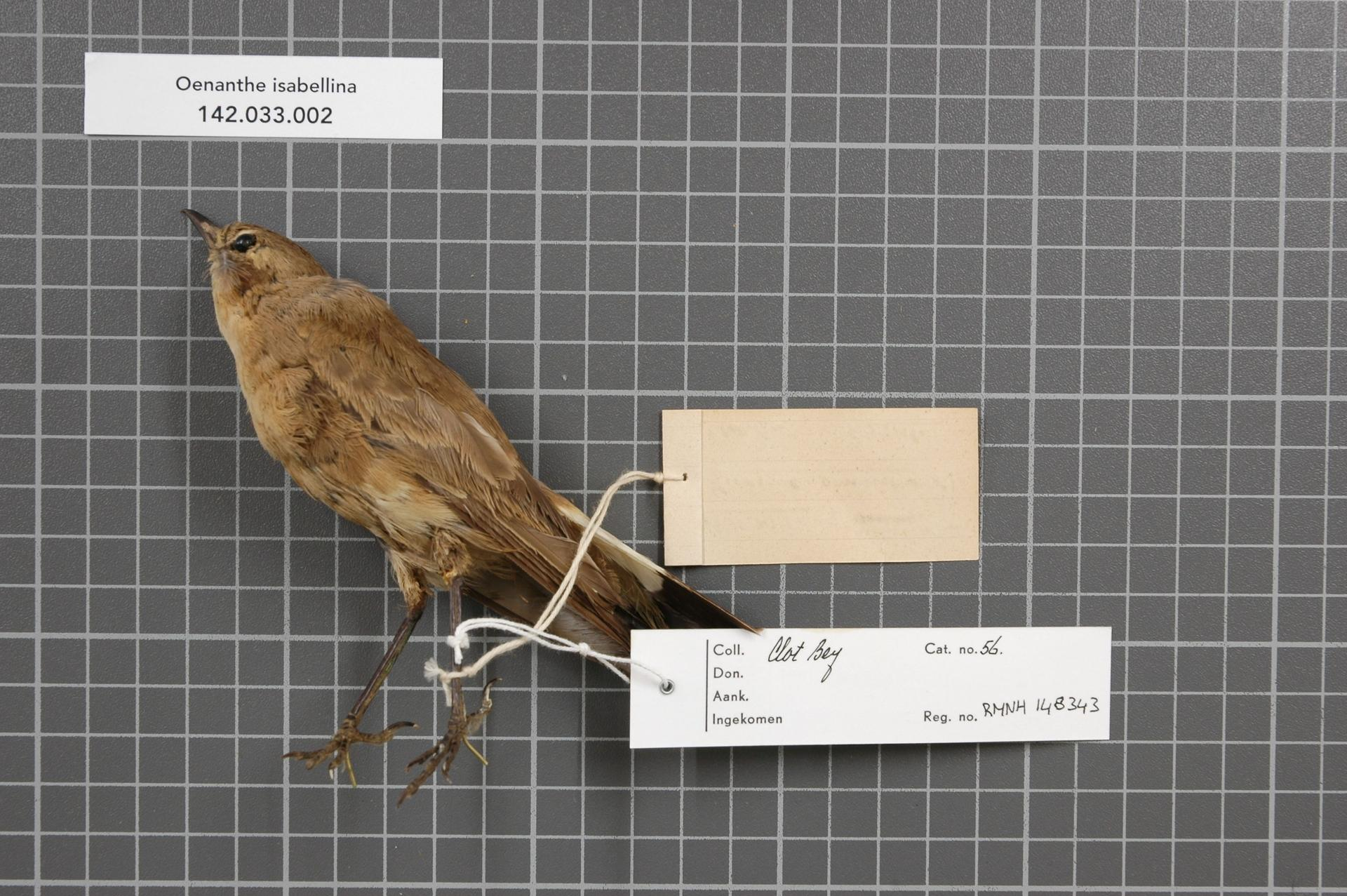
Isabell-Steinschmätzer; Balgpräparat von Clot-Bey

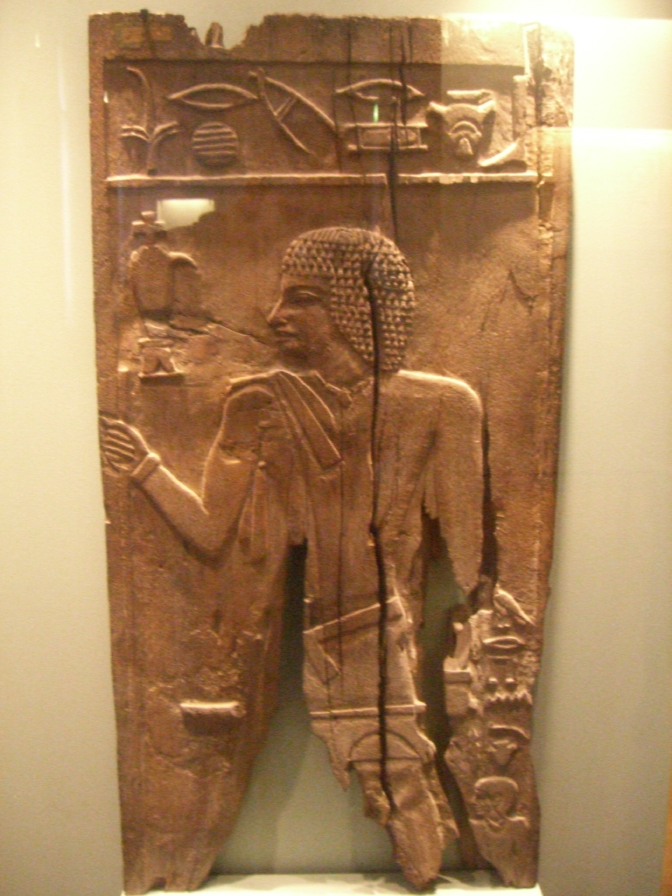
Flachrelief des Merib (5. Dynastie) aus der Sammlung Clot-Beys, 1853 vom Louvre erworben

Clot verfasste mehrere Arbeiten zu in Ägypten endemischen Erkrankungen wie der Cholera (1832), der Pest (1840) und verschiedenen Augenkrankheiten (1860). Er beschrieb die von ihm eingeleiteten seuchenhygienischen Maßnahmen (1851, 1864).
Seine Sammlung ägyptischer Altertümer hatte er noch zu Lebzeiten verkauft: 1852 die Ptah-Sokar-Osiris-Statuette des Hunefer mit dem Papyrus des Hunefer per Auktion an das British Museum in London und 1853 erwarb der Louvre insgesamt 2687 Stücke aus Clot-Beys Sammlung. Ein kleinerer Teil dieser Sammlung befindet sich im Musée d’Archéologie Méditerranéenne von Marseille.
Seine Sammlung präparierter Singvögel aus Ägypten befindet sich heute im Naturkundemuseums Naturalis in Leiden. 1850 benannte Charles-Lucien Bonaparte die Knackerlerche nach ihm als Ramphocoris clotbey. 1840 veröffentlichte er nach dem Vorbild der Description de l’Égypte eine zweibändige „Allgemeine Beschreibung Ägyptens“.

## Ehrungen und Auszeichnungen
Am 25. Juni 1834 wurde er mit dem akademischen Beinamen Oribasius V. zum Mitglied (Matrikel-Nr. 1386) der Gelehrtenakademie Leopoldina gewählt. Im Dezember 1842 wurde er als korrespondierendes Mitglied in die Russische Akademie der Wissenschaften in Sankt Petersburg aufgenommen.
Am 3. September 1851 wurde Clot zum Commandeur der Ehrenlegion ernannt. Im gleichen Jahr zeichnete ihn Papst Pius IX. mit dem Piusorden aus. Er war Inhaber des spanischen Isabellenordens, Großoffizier des tunesischen Nischan-el-Iftikhar-Ordens, des polnischen Sankt-Stanislaus-Ordens und Ritter des italienischen Ordens der hl. Mauritius und Lazarus. Am 7. Juni 1860 wurde er in die Académie de Marseille aufgenommen. Er war Mitglied oder korrespondierendes Mitglied zahlreicher weiterer europäischer wissenschaftlicher Gesellschaften.
Eine Straße in Marseille trägt seinen Namen.

## Werkauswahl
- Relation des épidémies de choléra qui ont régné à l'Hesiaz, à Suez, et en Égypte. Feissat & Demonchy, Marseille 1832, OCLC 24438493.
- De la peste observée en Égypte, recherches et considérations sur cette maladie. Fortin Masson, Paris 1840, OCLC 2082002.
- Aperçu Général sur l'Egypte: ouvrage orné d'un portrait et de plusieurs cartes et plans coloriés., 2 Bände, Verlag A. Barthélemy, 1840. Digitalisat der Universitätsbibliothek Heidelberg
- Coup d'œil sur la peste et les quarantaines à l’occasion du congrès sanitaire, Paris, Libraire éditeur Masson, 1851.
- De l'ophthalmie: du trychiasis, de l'entropion et de la cataracte observés en Égypte. Imprimerie Vial, Marseille 1864, OCLC 17763470.
- Introduction de la vaccination en Égypte en 1827. Organisation du service médico-hygiénique des provinces en 1840: instructions et règlements relatifs à ces deux services. Victor Masson & Fils, Paris 1860, OCLC 17780732.
- Réorganisation du service médical civil et militaire d’Égypte en 1856 sous le gouvernement de S.A. Saïd Pacha. Thunot, Paris 1862, OCLC 38386556.